# Huracà Elena
Huracà Elena va ser un gran huracà de categoria 3 que va provocar grans danys al llarg de la Costa del Golf dels Estats Units a l'agost i el setembre de la temporada d'huracans de l'Atlàntic de 1985. Va ser la cinquena tempesta tropical, el quart huracà i el primer gran huracà de la temporada. Elena es va desenvolupar a Cuba a partir d'una ona tropical que ràpidament s'intensificà, assolint ràfegues de vents màximes de 205 km/h després del seu pas al nord-est del Golf de Mèxic. Elena girà en direcció oest-nord-oest, i darrerament va recalar prop de Biloxi, Mississipi, en forma d'huracà de Categoria 3. Finalment, la tempesta es va dissipar ràpidament sobre terra ferma.

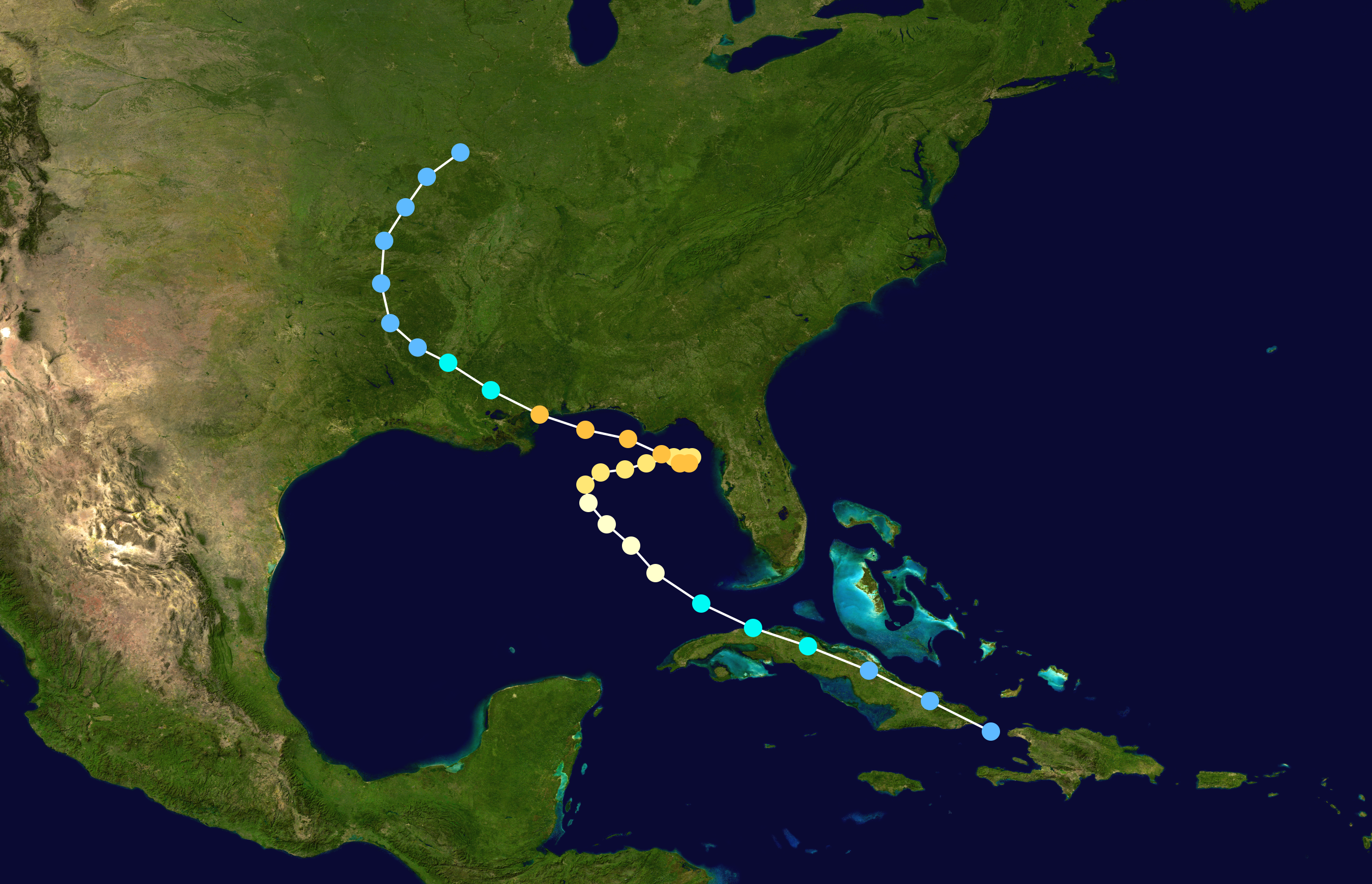
Trajectòria d'Elena.